# Koinónia
Koinónia je transliterovaná forma řeckého slova κοινωνία, které označuje pojmy jako společenství, společná účast, partnerství, podíl, který někdo na něčem má, společně poskytnutý dar, sbírka, příspěvek. V Aristotelově Politice se používá pro označení společenství jakékoli velikosti od jedné rodiny až po polis. Jako polis se řecky označuje republika nebo společenství. V pozdějším křesťanství označuje idealizovaný stav společenství a jednoty, který by měl existovat v rámci křesťanské církve, Kristova těla. Toto užití mohlo být převzato od raných epikurejců – používá ho Epikúrovo dílo Hlavní články, 37–38.
S tím souvisí i termín communio, odvozený z latinského communio („společné sdílení“). Termín „svaté přijímání“ obvykle označuje křesťanský bohoslužebný úkon známý také jako eucharistie.

## Nový zákon
Základní význam slova koinónia zahrnuje pojmy vyjádřené v anglických termínech community, communion, joint participation, sharing a intimacy. Koinónia tedy může v některých kontextech označovat společně vložený dar. Ve většině vydání řeckého Nového zákona se toto slovo objevuje 19krát. V New American Standard Bible je dvanáctkrát přeloženo jako „společenství“, třikrát jako „sdílení“ a po dvakrát jako „účast“ a „příspěvek“.
Koinónia se objevuje jednou ve starověkém řeckém překladu Starého zákona známém jako Septuaginta, a to v Leviticus – Lv 6, 2 (Kral, ČEP).
Vyskytuje se ve 43 verších Nového zákona jako podstatné jméno (koinōnia 17x, koinōnos 10x, sugkoinōnos 4x), v přídavném (koinōnikos 1x) nebo slovesném tvaru (koinōneō 8x, sugkoinōneō 3x) . Slovo se podle kontextu vztahuje na sdílení nebo společenství, případně na lidi v takovém vztahu, s:
- božská přirozenost 2Pt 1, 4 (Kral, ČEP), Bůh 1J 1, 6 (Kral, ČEP), Otec a jeho Syn 1J 1, 3 (Kral, ČEP), Ježíš, Syn Boží 1Kor 1, 9 (Kral, ČEP), jeho utrpení Flp 3, 10 (Kral, ČEP); 1Pt 4, 13 (Kral, ČEP), jeho budoucí sláva 1Pt 5, 1 (Kral, ČEP), Duch svatý 2Kor 13, 14 (Kral, ČEP); Flp 2, 1 (Kral, ČEP).
- krev a tělo Kristovo 1Kor 10, 16 (Kral, ČEP), pohanské oběti a bohové 1Kor 10, 18–20 (Kral, ČEP).
- spolukřesťany, jejich utrpení a víru Sk 2, 42 (Kral, ČEP); Gal 2, 9 (Kral, ČEP); 1Jan 1, 3 (Kral, ČEP); 1Jan 1, 7 (Kral, ČEP); Žd 10, 33 (Kral, ČEP); Zj 1, 9 (Kral, ČEP); Flm 1, 6 (Kral, ČEP); Flm 1, 17 (Kral, ČEP).
- zdroj duchovních milostí Řím 11, 17 (Kral, ČEP), evangelium 1Kor 9, 23 (Kral, ČEP), světlo a tma 2Kor 6, 14 (Kral, ČEP).
- utrpení a útěchy druhých 2Kor 1, 7 (Kral, ČEP); Flp 4, 14 (Kral, ČEP), jejich evangelizační práce Flp 1, 5 (Kral, ČEP), jejich milosti nebo výsady Řím 15, 27 (Kral, ČEP); Flp 1, 7 (Kral, ČEP), jejich hmotné potřeby, k jejichž odstranění je poskytována pomoc Řím 12, 13 (Kral, ČEP); Řím 15, 26–27 (Kral, ČEP); 2Kor 8, 4 (Kral, ČEP); 2Kor 9, 13 (Kral, ČEP); Gal 6, 6 (Kral, ČEP); Flp 4, 15 (Kral, ČEP); 1Tim 6, 18 (Kral, ČEP); Žd 13, 16 (Kral, ČEP).
- zlé skutky druhých Mt 23, 30 (Kral, ČEP); Ef 5, 11 (Kral, ČEP); 1Tm 5, 22 (Kral, ČEP); 2Jan 1, 11 (Kral, ČEP); Zj 18, 4 (Kral, ČEP).
- tělesná lidská přirozenost je všem společná Žd 2, 14 (Kral, ČEP).
- pracovní partnerství, světské nebo náboženské Lk 5, 10 (Kral, ČEP); 2Kor 8, 23 (Kral, ČEP).

Bromiley's International Standard Bible Encyclopedia vybírá z těchto použití jako zvláště významné následující významy:
I. Společný život obecně (pouze ve Sk 2, 42 (Kral, ČEP))
II. Společenství mezi jednotlivými skupinami, jehož nejpozoruhodnějším příkladem je společenství mezi Židy a pohany.
III. Společenství v těle a krvi Kristově
IV. Účast na božském zjevení a na samotném Bohu 1Jan 1, 1–7 (Kral, ČEP).

## Aspekty

### Svátostný význam
Hlavní článek: Eucharistie
Eucharistie je svátost vzájemného společenství v jednom Kristově těle. To byl plný význam eucharistické koinónie v rané katolické církvi. Svatý Tomáš Akvinský napsal: „Eucharistie je svátost jednoty církve, která vyplývá z toho, že mnozí jsou jedno v Kristu“.

### Mezi církvemi
Hlavní článek: Plné společenství

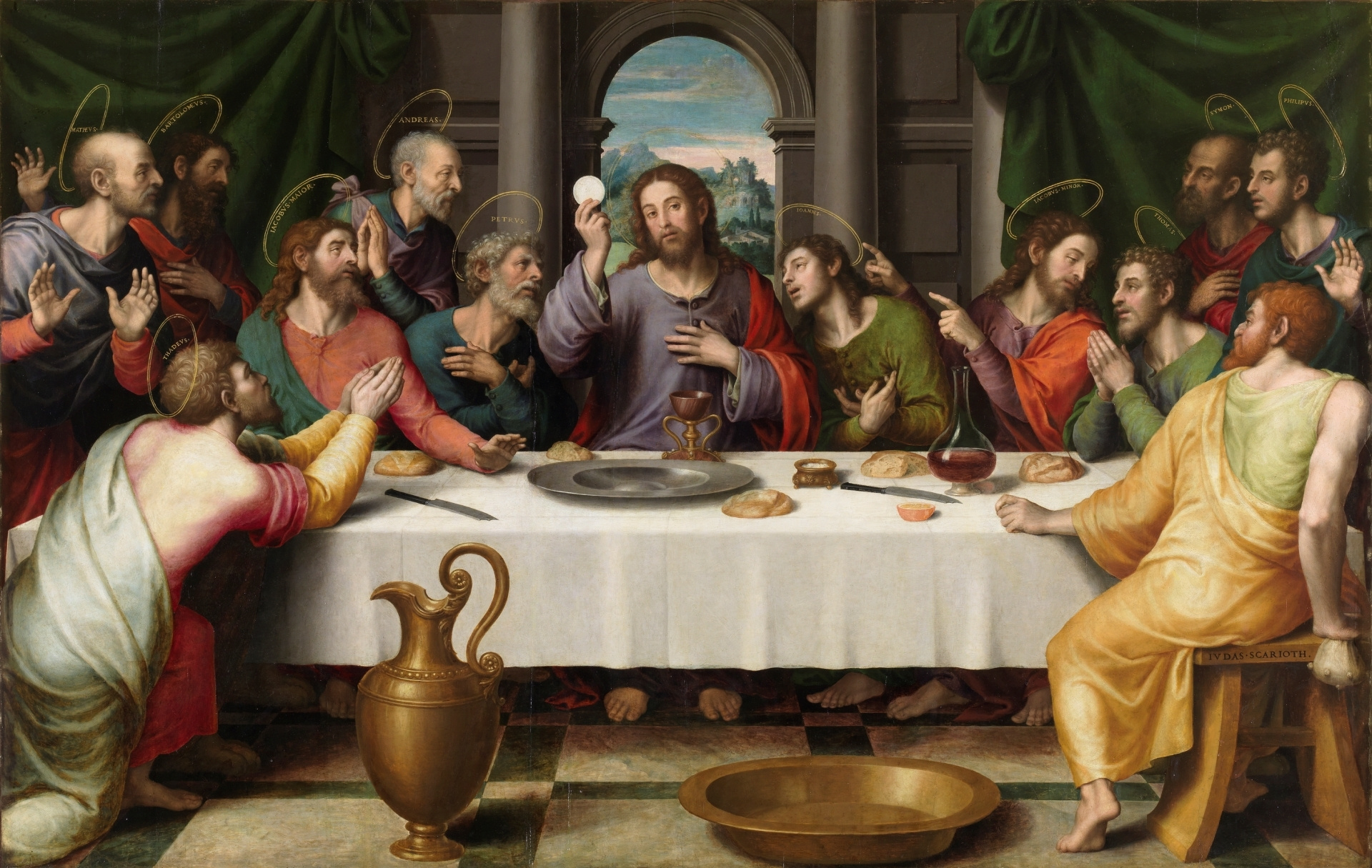
Eucharistie byla klíčovým tématem při zobrazování Poslední večeře v křesťanském umění, jako na tomto obraze Juana de Juanese ze 16. století.

Metonymicky se tento termín používá pro skupinu křesťanských církví, které jsou ve vzájemném těsném vztahu společenství. Příkladem je anglikánské společenství.
Pokud je vztah mezi církvemi úplný a zahrnuje plnost „těch vazeb společenství – víry, svátostí a pastorační správy – které věřícím umožňují přijímat život milosti v církvi“, nazývá se plným společenstvím. Termín „plné společenství“ se však často používá v širším smyslu a označuje spíše vztah mezi křesťanskými církvemi, které nejsou sjednoceny, ale pouze uzavřely dohodu, podle níž mají členové každé z nich určitá práva v rámci druhé církve.
Pokud církev uznává, že jiná církev, s níž ji nepojí žádné pastorační pouto, s ní sdílí některá přesvědčení a základní křesťanské zvyklosti, může hovořit o „částečném společenství“ mezi ní a jinou církví.

### Mezi živými a mrtvými
Hlavní článek: Společenství svatých
Společenství svatých je vztah, který podle víry křesťanů existuje mezi nimi jako lidmi, kteří se stali svatými díky svému spojení s Kristem. To, že se tento vztah nevztahuje pouze na ty, kteří jsou ještě v pozemském životě, ale také na ty, kteří již odešli za smrt, aby byli „mimo tělo a doma u Pána“ – 2Kor 5, 8 (Kral, ČEP), je přesvědčení některých křesťanů. Věří se, že jejich společenství je „životním společenstvím mezi všemi vykoupenými na zemi i v příštím životě, které je založeno na společném vlastnictví božského života milosti, který k nám přichází skrze vzkříšeného Krista“.
Protože slovo „svatí“ může v angličtině, a také i v jiných jazycích, znamenat nejen „svatí lidé“, ale také „svaté věci“, vztahuje se „společenství svatých“ také na sdílení svatých věcí víry, svátostí (zejména eucharistie) a dalších duchovních milostí a darů, které mají členové církve společné.
Termín „přijímání“ se používá pro účast na eucharistii přijímáním posvěceného chleba a vína, což je úkon, který je chápán jako vstup do obzvláště blízkého vztahu s Kristem. Někdy se tento termín používá nejen pro toto přijímání, ale pro celý obřad nebo pro konsekrované prvky.

### Mezi jednotlivými křesťany
Křesťanské společenství je společenství, společenský klub, dobročinný spolek a/nebo bratrská organizace, ať už formální nebo neformální, křesťanů, kteří uctívají, modlí se, spolupracují, pracují jako dobrovolníci, stýkají se a sdružují se na základě společné křesťanské víry. Členové křesťanských společenství mohou, ale nemusí být součástí stejných církevních sborů nebo denominací, ačkoli mnoho z nich je spojeno s určitým místním církevním sborem (který je zase případně spojen s určitou denominací) nebo mezidenominační skupinou několika místních sborů, některé jsou založeny jako dobrovolná sdružení paracírkve nebo studentské spolky, a další vznikají z příležitostných nedenominačních skupin přátel/společenských skupin mezi jednotlivými křesťany nějakým způsobem spojenými s univerzitami, vysokými školami, školami, jinými vzdělávacími institucemi, komunitními centry, pracovišti nebo na jakémkoli jiném místě, subjektu nebo mezi sousedy a známými, tvořenými lidmi, kteří společně uctívají, shromažďují se a stýkají na základě společného náboženského přesvědčení.

## V oblíbených médiích
Koinónia bylo poslední slovo, které se hláskovalo v 91st Scripps National Spelling Bee. Správně na něj odpověděl Karthik Nemmani, čtrnáctiletý indoamerický chlapec z města McKinney v Texasu.